# そんなのムリ!
「そんなのムリ!」は、1994年6月22日に発売された高橋由美子の15枚目のシングルである。

## 概要
NHK教育テレビジョン『ソリトン 金の斧銀の斧』の主題歌として起用。

## 収録楽曲
- 全編曲：岩本正樹

1. そんなのムリ!
  - 作詞：柚木美祐 / 作曲：本島一弥
2. 想い出あげない
  - 作詞作曲：西岡千恵子
3. そんなのムリ! （オリジナル・カラオケ）
4. 想い出あげない（オリジナル・カラオケ）